# Chiesa di San Pietro Vecchio al Cimitero
La chiesa di San Pietro Vecchio al Cimitero è situata nel comune di Brusasco, è la più antica del paese e costituisce un'importante testimonianza del romanico piemontese.

## Storia
Costruita nel XII - XIII secolo  su una precedente struttura del V-VI secolo, essa ne ha inglobato diverse parti, alcune delle quali ancora visibili. Fu parrocchiale sino al 1592 quando tali funzioni vennero trasferite alla chiesa di San Bernardo al Luogo, accanto al Castello. Abbandonata per alcuni decenni, intorno al 1660 venne poi adibita a cappella del cimitero e vi fu realizzato un nuovo altare, dedicato a San Michele. Nuovamente abbandonata nel corso dell'Ottocento, nel 1889 divenne monumento nazionale e fu sottoposta a decisi interventi di restauro nel decennio successivo.

## Architettura ed arte
La struttura originaria era stata concepita a due navate, ma i continui periodi d'abbandono e i fin troppi frequenti straripamenti del Po portarono alla rovina della navata nord, cosicché oggi essa appare a navata unica.
L'utilizzo, nella costruzione della chiesa, di mattoni che si alternano a fasce biondo dorate di pietra arenaria creano, nel fianco destro e nell'abside semicircolare, un effetto di dicromia tipico del romanico. Altrettanto tipici sono gli archetti pensili in cotto che corrono, in prossimità del tetto, tutt'intono alla chiesa. La superficie del fianco destro e quella dell'abside sono divise in campiture da semicolonne con capitelli medioevali (alcuni con decorazioni zoomorfe); di particolare pregio è la loggetta cieca formata da esili colonnine in pietra con capitelli a cubo smussato che ingentiliscono la parte superiore dell'abside.
L'interno della chiesa è alquanto spoglio; sul lato sinistro si notano gli archi che furono tamponati con la sua trasformazione a navata unica. Sulla parete destra sono conservati alcuni affreschi del XIII secolo; dietro all'altare dedicato a San Michele, nel semicilindro dell'abside si trovano altri affreschi realizzati nel XV secolo, tra essi una Madonna col Bambino.

## Galleria d'immagini

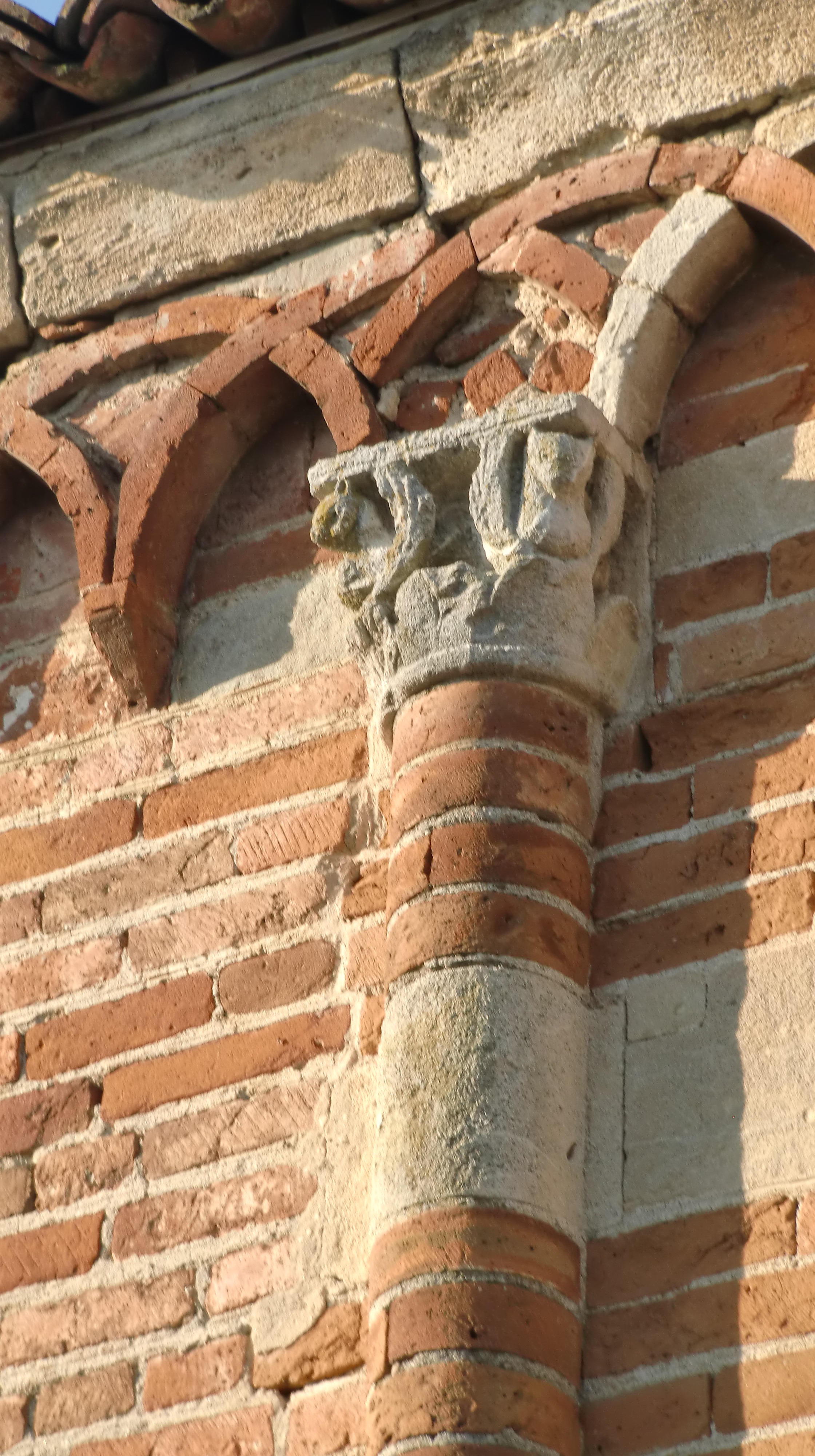
Capitello con decorazioni zoomorfe
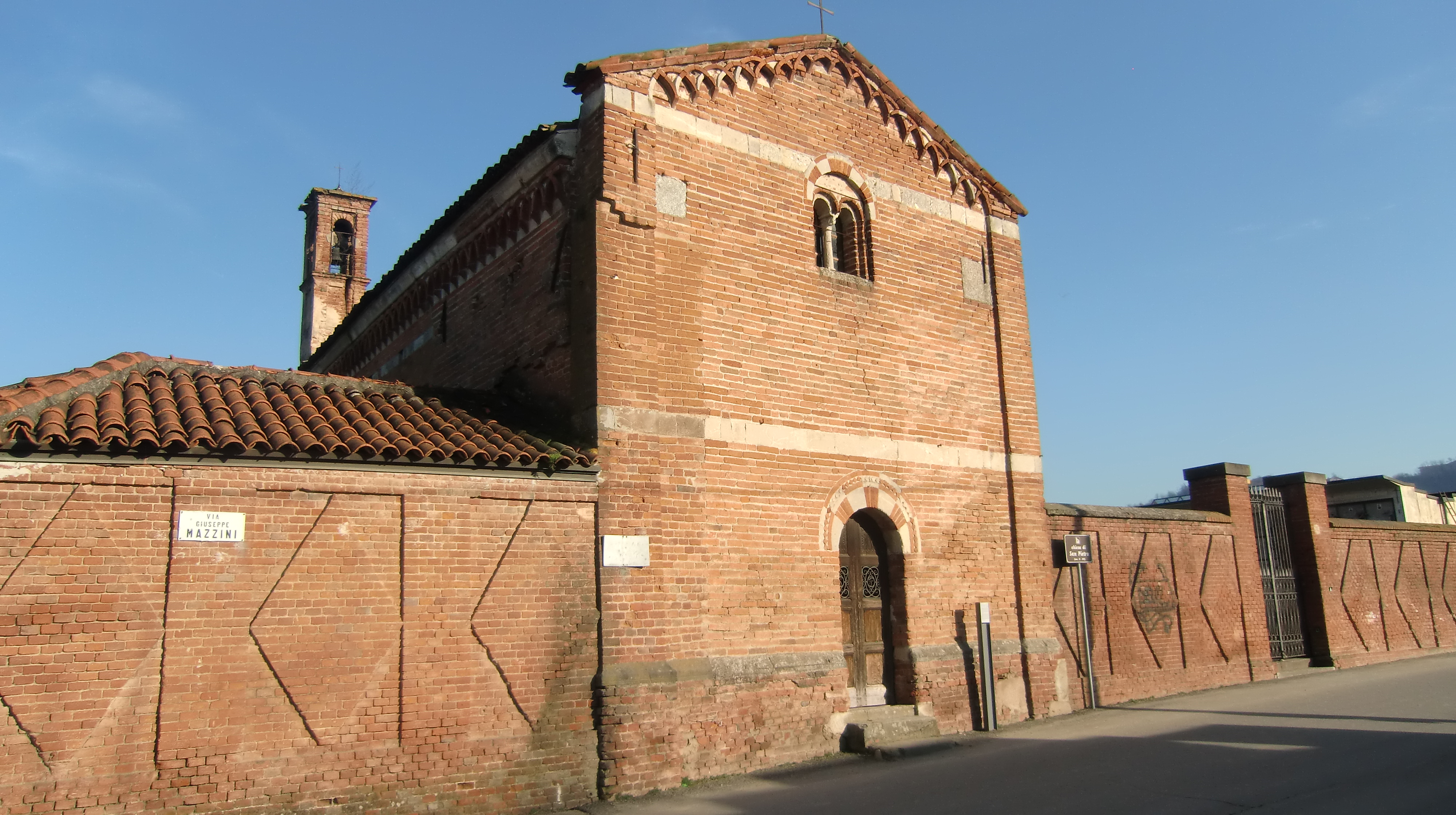
Facciata della chiesa e mura di recinzione del cimitero
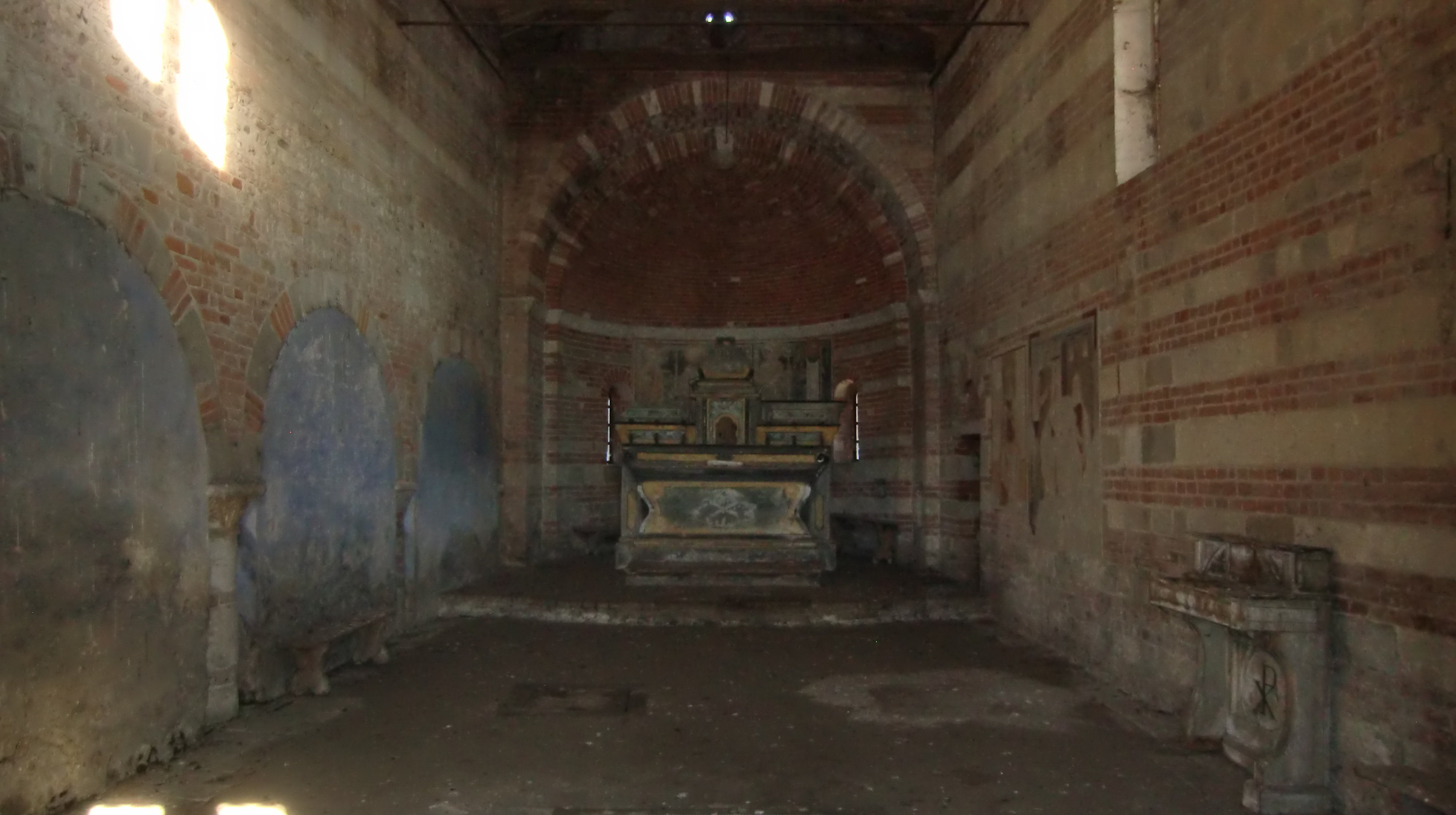
Interno della chiesa